# Frédéric-Guillaume de Brandebourg-Schwedt
Frédéric-Guillaume, né le 17 novembre 1700 à Oranienbaum et mort le 4 mars 1771 à Wildenbruch en Poméranie, est un prince prussien de la maison de Hohenzollern, fils du margrave Philippe-Guillaume de Brandebourg-Schwedt. Portant le titre de margrave, il fut chef de la branche collatérale de Brandebourg-Schwedt de 1711 à sa mort.

## Biographie
Il est le fils aîné du margrave Philippe-Guillaume de Brandebourg-Schwedt (1669–1711) et de son épouse Jeanne-Charlotte (1682–1750), fille du prince Jean-Georges II d'Anhalt-Dessau. Après la mort de son père survenue en 1711, il est alors placé sous la tutelle de son oncle le roi Frédéric Ier de Prusse, puis sous celle de son cousin Frédéric-Guillaume Ier de Prusse, fils et successeur de Frédéric Ier.
Il a effectué son Grand Tour à Genève et en Italie- Venu à la Prusse en 1719, il a reçu l’ordre de l’Aigle noir et a été élevé en 1723 au rang de major général. Passionné de chasse, Frédéric-Guillaume est nommé « archi-maître de chasse » du Saint-Empire par l'empereur Charles VI. 
Pour embellir sa seigneurie à Schwedt, le margrave dépense sans compter. Il fait orner le château de peintures italiennes et agrandir le parc. Dans les années 1730, Friedrich Wilhelm von Seydlitz, futur général de cavalerie du roi Frédéric II, fut son page. Amateur de farces d'un goût douteux et méprisant la courtoisie et le savoir-vivre, il fut surnommé « le margrave fou ». Aussi son couple fut-il malheureux et sa femme la margravine Sophie vécut séparément.  
Le 4 mars 1771, il meurt d'un refroidissement et est inhumé auprès de son épouse, à l'église française de Schwedt. Comme prince et princesse de Prusse, après la Seconde Guerre mondiale, leurs cercueils sont transportés au caveau royal dans la cathédrale protestante de Berlin.

## Famille
Le 10 novembre 1734, Frédéric-Guillaume épouse à Potsdam sa cousine Sophie-Dorothée (1719-1765), fille du roi en Prusse Frédéric-Guillaume Ier et sœur cadette de Frédéric le Grand. Cinq enfants sont nés de cette union :
- Frédérique-Dorothée de Brandebourg-Schwedt (1736-1798), épouse en 1753 le duc Frédéric-Eugène de Wurtemberg ;
- Anne-Élisabeth-Louise de Brandebourg-Schwedt (1738-1820), épouse en 1755 son oncle Auguste-Ferdinand de Prusse ;
- Georges-Philippe-Guillaume (1741-1742) ;
- Philippine de Brandebourg-Schwedt (1745-1800), épouse en 1773 le landgrave Frédéric II de Hesse-Cassel, puis en 1794 le comte Georg Ernst Levin von Wintzingerode (de) ;
- Georges-Philippe-Guillaume (1749-1751).

Frédéric-Guillaume a également un fils illégitime :
- Georges-Guillaume de Jägersfeld (1725-1797).